# Finale de la Coupe d'Angleterre de football de 1956
La finale de la Coupe d'Angleterre de football de 1956 est une rencontre de football opposant Manchester City et Birmingham City le 5 mai 1956 dans le premier Wembley Stadium à Londres. Ce match est le dernier de l'édition 1956 de la Coupe d'Angleterre, compétition majeure du football anglais. Manchester City joue là sa sixième finale et la deuxième consécutive, le club ayant perdu l’édition  précédente. Birmingham City se présente en finale pour la seconde fois de son histoire, le club ayant perdu l’édition de 1931.
Chacune des deux équipes finalistes doit passer cinq tours pour atteindre la finale. La qualification de Manchester City est obtenue par une série de courtes victoires, chacune se soldant par un seul but d’écart, lors du cinquième tour, l’équipe doit pour sortir le club de Liverpool avoir recours à un match d’appui, rejoué après un match nul initial. La progression de Birmingham City se déroule de manière plus confortable ; l’équipe inscrit dix-huit buts et n’en concède que deux. Les qualifications sont toutes obtenues dès le premier match malgré un tirage défavorable qui fait se dérouler les matchs sur le terrain de leur adversaire pour chacun des tours de la compétition. Leur qualification pour la finale en fait la seule équipe ayant atteint ce stade sans jouer un seul match à domicile.
Avant la finale, Birmingham est considéré comme le favori d’une rencontre présentée comme une opposition de style. L’affluence du match est de 100 000 spectateurs au stade tandis que l’audience à la télévision estimée à cinq millions. Manchester City prend rapidement l’avantage grâce à un but de Joe Hayes, Noel Kinsey égalise en lui répondant rapidement en première mi-temps. Les buts en seconde mi-temps de Jack Dyson et Bobby Johnstone offrent la victoire finale à Manchester City sur le score de 3-1. Cette finale se singularise par le comportement de Bert Trautmann, le gardien de but de Manchester City qui malgré une fracture d’un os de son cou, occasionnée par un choc avec Peter Murphy continue de jouer jusqu’au coup de sifflet final.

## Parcours des équipes finalistes dans la compétition
Comme les équipes de Birmingham City et de Manchester City sont toutes deux des clubs de première division, elle commencent la compétition au niveau du troisième tour.

### Manchester City
| Tour        | Adversaire                     | Score |
| ----------- | ------------------------------ | ----- |
| 3e          | Blackpool                      | 2–1   |
| 4e          | Southend United                | 1–0   |
| 5e          | Liverpool                      | 0–0   |
| 5e          | Liverpool                      | 2–1   |
| 6e          | Everton                        | 2–1   |
| Demi-finale | Tottenham Hotspur (Villa Park) | 1–0   |

Manchester City commence son parcours en coupe d’Angleterre par  un match à domicile qui l’oppose à Blackpool. Le club visiteur prend l’avantage après seulement 10 secondes de jeu. Au cours du match, le brouillard envahit  Maine Road, le stade où se déroule la rencontre. Après que l’équipe de Manchester ait égalisé le match est donc abandonné en seconde mi-temps  puis rejoué le mercredi suivant. Manchester City se qualifie au cours de ce match rejoué sur le score de 2-1.
Au cours du quatrième tour, Manchester City rencontre Southend United dans son stade de Roots Hall. Ce stade, ouvert depuis seulement cinq mois connaît des problèmes de drainage. Des chutes de pluie torrentielles dans la semaine précédant la rencontre poussent à la construction d’une tranchée au travers du terrain et à l’ajout de sable . L’habitude de Southend United de la piètre qualité du terrain favorise l’équipe de troisième division au cours de la rencontre permettant au match d’être très disputé. Southend United obtient plusieurs occasions et contraint Bert Trautmann à s’employer pour effectuer plusieurs arrêts décisifs mais sur une contre-attaque de Manchester City, Joe Hayes marque l’unique but de la rencontre.
À la suite de ce but qualificatif, Manchester City voit le tirage au sort lui opposé au cinquième tour l’équipe de Liverpool. La première rencontre entre les équipes se solde par un match nul 0-0 à Maine Road, obligeant les équipes à disputer une nouvelle rencontre à Anfield. Deux buts de Jack Dyson et de Bobby Johnstone permettent à Manchester City de l’emporter. La fin du match fait toutefois naître une controverse car l’arbitre siffle la fin du match alors que Billy Liddell qui joue à Liverpool se présente devant le but de Trautmann et marque ; ce but lui est refusé, la fin du match est sifflée au cours de l’action.
Au cours du quart de finale Manchester City rencontre à Maine Road, Everton l’autre équipe de la ville de Liverpool. Menée 1-0 à la mi-temps à la suite d'un but de Jimmy Harris, Manchester City revient au score en seconde mi-temps grâce à un but de Hayes et l’emporte finalement sur un but de Johnstone.
La demi-finale qui oppose Manchester City à Tottenham Hotspur est à nouveau l’objet de controverse : alors que les mancuniens mènent 1-0, un pénalty est refusé dans les dernières minutes du match au club de Londres alors que Trautmann accroche la jambe de George Robb.  Cette dernière occasion manqué par Tottenham permet à Manchester City de remporter la victoire et de se qualifier pour la finale.

### Birmingham City
| Tour        | Adversaire                | Score |
| ----------- | ------------------------- | ----- |
| 3e          | Torquay United            | 7–1   |
| 4e          | Leyton Orient             | 4–0   |
| 5e          | West Bromwich Albion      | 1–0   |
| 6e          | Arsenal                   | 3–1   |
| Demi-finale | Sunderland (Hillsborough) | 3–0   |

## Match

### Feuille de match
| Titulaires : |  |
| |  |
| Bert Trautmann Bill Leivers Roy Little Ken Barnes Dave Ewing Roy Paul (c) Bobby Johnstone Joe Hayes Don Revie Jack Dyson Roy Clarke |  |
| Entraîneur : |  |
| Les McDowall |  |

| Titulaires : |  |
| |  |
| Gil Merrick Jeff Hall Ken Green Johnny Newman Trevor Smith Len Boyd (c) Gordon Astall Noel Kinsey Eddy Brown Peter Murphy Alex Govan |  |
| Entraîneur : |  |
| Arthur Turner |  |

| Titulaires : |  |
| |  |
| Bert Trautmann Bill Leivers Roy Little Ken Barnes Dave Ewing Roy Paul (c) Bobby Johnstone Joe Hayes Don Revie Jack Dyson Roy Clarke |  |
| Entraîneur : |  |
| Les McDowall |  |

| Titulaires : |  |
| |  |
| Gil Merrick Jeff Hall Ken Green Johnny Newman Trevor Smith Len Boyd (c) Gordon Astall Noel Kinsey Eddy Brown Peter Murphy Alex Govan |  |
| Entraîneur : |  |
| Arthur Turner |  |

| Manchester City | Birmingham City |